# آقا میر رشتی بحرالعلوم
حاج سید حسین موسوی رشتی ملقب به بحرالعلوم و معروف به حاجی‌آقا میررشتی از علمای معروف گیلان در دوره مشروطیت بود.
بحرالعلوم در دوره نخست بعنوان نماینده رشت در مجلس شورای ملی حضور داشت.
 ولی قلباً با مشروطه خواهان همراه نبود و با ملا محمد خمامی (مجتهد مستبد معروف گیلان) و شیخ فضل‌الله نوری ( مجتهد مشروعه خواه پایتخت) ارتباط داشت.
او که پس از به توپ بسته شدن مجلس شورای ملی به دستور محمدعلی شاه، به همراه یکی از فرزندان خود به سفر عتبات رفته بود، در راه بازگشت به گیلان توسط مشروطه خواهان فاتح قزوین دستگیر شد و بدون محاکمه و دلیل موجهی در روز ۱۶ ربیع‌الثانی ۱۳۲۷ ه.ق به جوخه اعدام سپرده شد.
تنها علت اعدام او و فرزندش این شایعه بود که او از طرف محمدعلی شاه مأموریت داشته تا علمای نجف را علیه مشروطیت تحریک کند. ولی بعد معلوم شد که این شایعه اساسی نداشته است .